# Donación

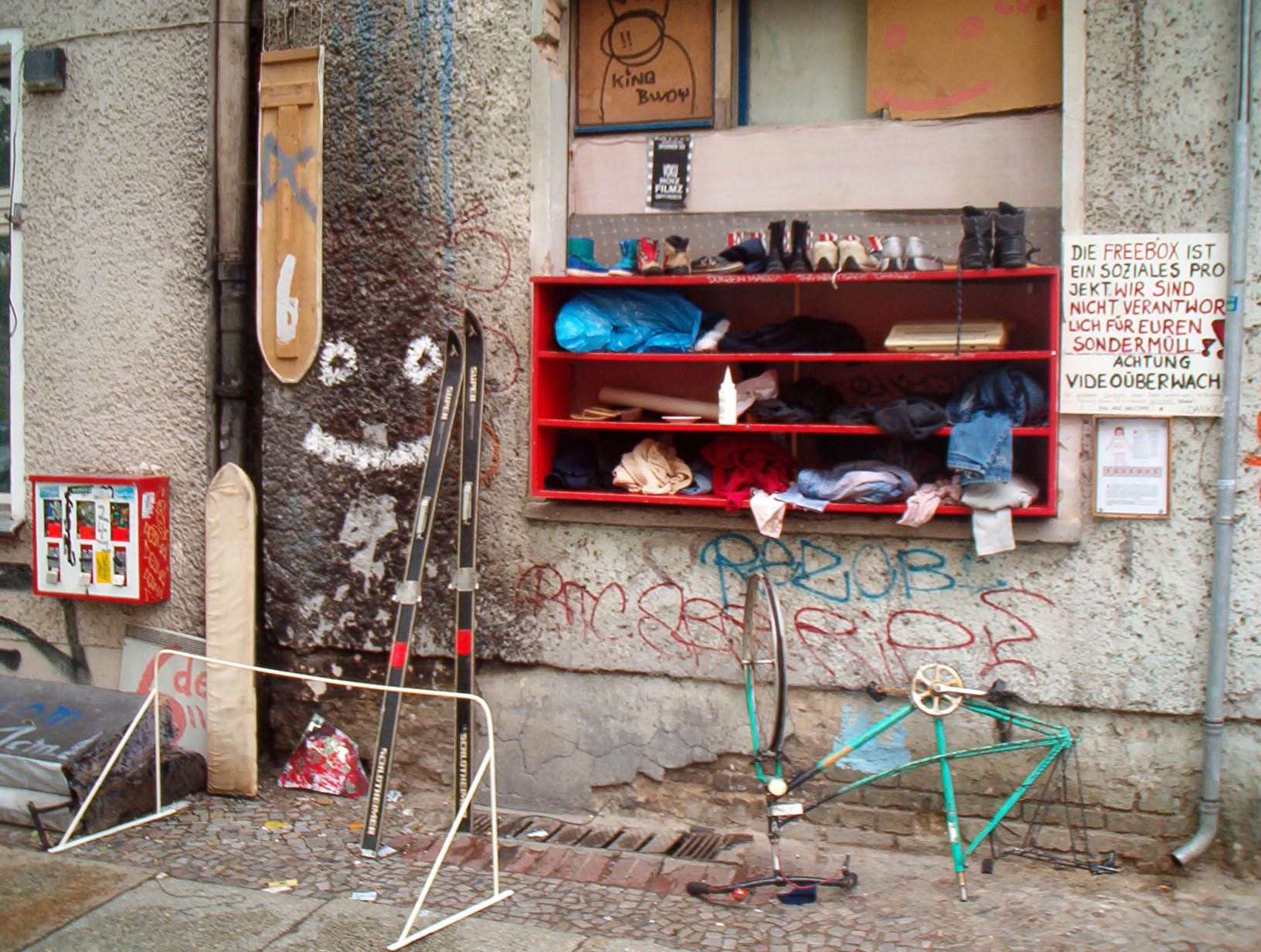
Un Freebox (caja de cosas gratuitas) en Berlín, Alemania, 2005. Funciona como centro de distribución de materiales donados.

La donación  es el acto que consiste en dar fondos u otros bienes materiales, generalmente por razones de caridad. En algunos ordenamientos jurídicos está regulada como un contrato. Las personas pueden optar por donar partes de sus cuerpos, como órganos, sangre o esperma. Las donaciones de sangre (en particular del grupo y factor Rh 0 negativo) y algunos órganos son generalmente escasas y su falta es una causa importante de la muerte de pacientes con enfermedades terminales. Algunos órganos vitales, como el corazón, son donados únicamente tras la defunción del donante, quien debe firmar un acuerdo en vida.
Algunas religiones y culturas no aceptan donaciones de órganos o de sangre (por ejemplo, los Testigos de Jehová no aceptan las de sangre), sin importar la gravedad del paciente necesitado del trasplante. En algunos países existen leyes que prohíben que individuos o corporaciones donen grandes sumas de dinero a políticos.
Muchas organizaciones sin fines de lucro tienen como principal fuente de financiamiento las donaciones de los interesados. Algunos ejemplos de esto son organizaciones de ayuda social (internacionalmente Unesco, UNICEF, Intervida), de preservación del ambiente (WWF, Greenpeace) e instituciones religiosas (ver diezmo). Muchos proyectos de software libre, incluyendo el proyecto GNU, son financiados de esta forma. Las donaciones van de microdonaciones de individuos a grandes donaciones de empresas interesadas. El proyecto Wikipedia es financiado en gran medida por donaciones.

## En el Derecho
“Por la donación, el donante se obliga a transferir gratuitamente al donatario la propiedad de un bien.”
La donación como tal no puede operar por la sola manifestación de voluntad de una de las partes, sino que debe revestir determinados requisitos formales expresamente establecidos en la ley.
Es un contrato de carácter obligacional según el cual el donante se obliga a transferir la propiedad de un bien a título gratuito, por tanto al ser un contrato con una sola prestación, esto es, la del donante que se obliga a transferir la propiedad del bien, se desprende que esta última se extinguirá cuando la propiedad del bien sea transferida al donatario, transferencia que se produce, con la sola creación de la obligación o el acuerdo de voluntades.
Características de la donación
-	Es necesario que se produzca un empobrecimiento en el donante y un enriquecimiento en el donatario.
-	Es irrevocable lo que implica que el donante no puede revocar a su arbitrio una donación cuando es perfecta.
-	Es y debe ser la donación entre vivos libremente consentida por el donante y aceptada por el donatario.
Elementos de un contrato de donación
-	Donación: Todo acto de liberalidad por el cual una persona transfiere a título gratuito un bien de su propiedad o una suma de dinero a favor de un tercero.
-	Donante: Quien otorga una donación o dispensa una liberalidad a favor de otro. Se le conoce también como el donador.
-	Donatario: Persona a quien se hace una donación, quien recibe y acepta. Como se observa, la donación es un acto de liberalidad, lo cual implica también que es un acto voluntario por el cual una persona dispone de parte de su patrimonio transfiriéndolo gratuitamente a favor de un tercero.
-	Consentimiento: el consentimiento en este contrato se presenta cuando el donante manifiesta su voluntad con la intención de transmitir gratuitamente el dominio de una parte de sus bienes presentes, y por la otra el donatario está conforme con dicha transmisión, debiendo manifestar su aceptación expresamente en vida del donante.
-	Objeto: el objeto está representado por una totalidad de los bienes del donante, recordando siempre que no se pueden donar bienes futuros.
-	Capacidad: para recibir donaciones, se requiere de la capacidad especial para ejecutar actos de dominio, es decir, ser mayor de edad, en el pleno goce de sus facultades mentales.
Clases de donación
-	Donación Mortis Causa: Es aquella que está suspendida a un término, la muerte del donante y, generalmente, se equipara a un legado o herencia. Debe ser válido el acto de donación como testamento, sino no tiene efectos.
-	Donación entre cónyuges: Son aquellas que hace un cónyuge a favor del otro, en nuestro ordenamiento están prohibidas.
-	Donaciones prenupciales, antenupciales o por causa de matrimonio: Son aquellas hechas entre los futuros cónyuges o algún tercero en consideración al matrimonio.
-	Donación Intervivos: Acto por el cual una persona denominada donante se desprende voluntariamente en vida, de un bien a favor de otra llamada donatario, sin recibir ninguna contraprestación.
A pesar de que la donación es gratuita, sin embargo puede estar sujeta a condición o modos, por lo que presenta la siguiente clasificación:
-	Donación pura y simple.- Llamada así a la donación que no tiene condición alguna. El donatario se enriquece con el patrimonio que recibe a cambio de nada.
-	Donación remuneratoria. - Aquella que se otorga para compensar un servicio recibido (Ej. al médico que le salvó la vida al donante).
-	Donación condicionada. - Obligación del donante de transferir un bien si es que el donatario cumple con alguna condición futura e incierta (Ej. Si te gradúas de Abogado te dono una computadora)
La donación puede ser otorgada en vida a través del contrato respectivo o producirse después de la muerte del donante mediante su testamento.
También la donación puede comprender un determinado bien (donación singular) o todo el patrimonio (donación universal).
Efectos jurídicos especiales de la donación
-	Reversión.- Es la donación con cláusula expresa, en virtud de la cual el donante se reserva la facultad de recuperar el bien donado. La reversión solo procede cuando es a favor del donante, mas no es permitido a favor de un tercero, en cuyo caso la estipulación es nula.
-	Revocación.- Es dejar sin efecto la donación por incurrir el donatario en algunas de las causales de indignidad para suceder y de desheredación. La revocación se debe notificar notarialmente al donatario o a sus herederos dentro del plazo de 60 días de hecha por el donante, siempre que no haya transcurrido seis meses desde la fecha en que sobrevinieron algunas de las causales referidas, ya que vencido dicho plazo caduca el derecho del donante para revocarlo.
-	Caducidad de la donación. - Caduca automáticamente la donación si el donatario ocasiona intencionalmente la muerte del donante.
-	Donación inoficiosa.- El Art. 1629 del C.C. limita la donación señalando que nadie puede donar más de lo que puede disponer libremente por testamento. En consecuencia, de acuerdo con el derecho sucesorio, cuando el donante tiene hijos, solo puede donar un tercio de sus bienes (tercio de libre disposición). Si el donante no tiene hijos pero tiene cónyuge y padres, puede donar hasta el 50% de sus bienes. Si no tiene hijos, cónyuge ni ascendientes, entonces se le permite donar el 100% de sus bienes. Se llama donación inoficiosa a la parte que excede a lo permitido, siendo en consecuencia dicho exceso, nulo y se tiene que devolver. Para estos efectos se considera el valor del bien a la fecha de la muerte del donante.

## Las donaciones médicas
El cuerpo se protege a sí mismo al rechazar cualquier cosa extraña, tal como una infección o un órgano nuevo, a través de su sistema inmunitario. Después de un trasplante, el sistema inmunitario debe ser suprimido con medicamentos para prevenir el rechazo del nuevo órgano. La mayoría de los pacientes tienen un episodio de rechazo aún con el medicamento. Por lo general, el rechazo se diagnostica primero a través del análisis de sangre y puede que el paciente no se sienta diferente. La mayoría de los episodios de rechazo se tratan con éxito con terapia de medicamento, sin embargo, puede que un episodio de rechazo requiera hospitalización. El médico de trasplante hará una para determinar un episodio de rechazo.
Esquemáticamente se reconocen tres fases de rechazo:
- Fase de estimulación del sistema inmune del receptor por parte de los antígenos del órgano trasplantado.
- Fase de reacción del sistema inmune, con producción de mediadores que activan las distintas células implicadas en el rechazo.
- Fase efectara de lesión del injerto: hay células que infiltran el órgano rechazado y hay liberación de anticuerpos que dañan el injerto.

Una exitosa recuperación y el funcionamiento continuo del nuevo órgano dependen en un cuidadoso balance de sus medicamentos. El paciente debe tomar inmunosupresores, que son medicamentos que desactivan su sistema inmunitario, probablemente por el resto de su vida. La meta es impedir que el cuerpo rechace el órgano mientras continúa luchando contra las infecciones. 
Los inmunosupresores también tienen efectos secundarios que puede que requieran medicamentos adicionales. Cuando su sistema se establezca puede que la dosis del medicamento disminuya o que se suspenda por completo.

## Otras
Instituciones dedicadas a la preservación cultural, como museos, bibliotecas, zoológicos o jardines botánicos, a menudo reciben donaciones de bienes relacionados con sus temas de interés. Por ejemplo, un museo de historia puede recibir en donación un documento antiguo perteneciente a los descendientes en vida de algún personaje histórico. De igual manera, las bibliotecas suelen recibir donaciones de libros de editoriales, embajadas o individuos. Los zoológicos, pueden recibir donaciones de animales, alimentos y aportaciones en efectivo o en especie. De igual forma los jardines botánicos pueden recibir plantas para su estudio y aportaciones.
Es por esto que grandes empresarios crean fundaciones o hacen donaciones para deducir estas de sus impuestos y prácticamente no pagar nada.
Las donaciones a fundaciones sin ánimo de lucro que trabajan con niños pueden darse de diversas formas según lo estipule la fundación o entidad: 
Tipos de donaciones
- Bono en dinero o especie.
- Aporte de tiempo deducible por nómina en horario laboral.
- Voluntariado en tiempo libre.